# Jakusze
Jakusze – wieś w Polsce położona w województwie lubelskim, w powiecie łukowskim, w gminie Trzebieszów.
Do 1927 roku istniała gmina Jakusze. W latach 1975–1998 miejscowość administracyjnie należała do województwa siedleckiego.
Wieś stanowi sołectwo w gminie Trzebieszów. Według Narodowego Spisu Powszechnego z roku 2011 wieś liczyła 198 mieszkańców.
Wierni kościoła rzymskokatolickiego należą do parafii Dziesięciu Tysięcy Rycerzy Męczenników w Trzebieszowie.